# Казаков, Василий Владимирович
Василий Владимирович Казаков (род. 3 апреля 1962, Горький) — российский бизнесмен и политик, глава администрации Советского района Нижнего Новгорода с 2011 по 2013 годы.

## Биография
В 1984 году окончил Горьковский институт инженеров водного транспорта по специальности инженера по эксплуатации водного транспорта. В 1984—1989 годах работал инженером Горьковского центрального конструкторского бюро. В 1989—1992 годах — инженер на заводе «Орбита».
В 1992 году становится директором ПКТОО «Спутник». Проработал на этой должности до 1998 года. В 1998—2000 годах — сначала заместитель генерального директора, затем генеральный директор ГП «Регионконтракт». В 2001—2007 годах являлся председателем Совета директоров ЗАО «Резистор-НН» и советником генерального директора по общим вопросам ЗАО «Тополь».
В 2007 году назначен министром поддержки и развития малого предпринимательства потребительского рынка и услуг Нижегородской области. Работал на этой должности до 2011 года. C 28 февраля 2011 года исполнял обязанности главы администрации Советского района Нижнего Новгорода. 21 июня 2011 года кандидатура Казакова согласована на постоянную должность главы. 29 июня он утверждён в этой должности.
В зимний период 2012—2013 годов Советский район стал лидером по количеству жалоб от населения на качество уборки дорог и дворов от снега в Нижнем Новгороде. Впоследствии за ненадлежащую организацию работ по уборке снега глава администрации города Олег Кондрашов объявил В. В. Казакову выговор.
18 ноября 2013 года В. В. Казаков покинул пост главы района.